# Uruffe
Uruffe é uma comuna francesa na região administrativa de Grande Leste, no departamento de Meurthe-et-Moselle. Estende-se por uma área de 13,05 km². Em 2010 a comuna tinha 394 habitantes (densidade: 30,2 hab./km²).